# Fatih Kaya
Fatih Kaya (* 13. November 1999 in Gießen) ist ein deutsch-türkischer Fußballspieler. Er steht aktuell beim SV Wehen Wiesbaden unter Vertrag.

## Karriere
Kaya spielte zunächst in den Jugendabteilungen des TSV Klein-Linden und VfB Gießen, bevor er ab der U13 für den 1. FSV Mainz 05 spielte. In den Spielzeiten 2014/15 und 2015/16 spielte er mit der B-Jugend (U17) in der B-Junioren-Bundesliga. Zur Saison 2016/17 wechselte Kaya in die A-Jugend (U19) des FC Ingolstadt 04, mit der er in der A-Junioren-Bundesliga spielte und zur Saison 2017/18 in die A-Junioren-Bayernliga abstieg. Zum Ende der Saison 2017/18 spielte er zudem zweimal (kein Tor) in der zweiten Mannschaft in der viertklassigen Regionalliga Bayern und gehörte unter Stefan Leitl zweimal ohne Einsatz dem Spieltagskader der Profis in der 2. Bundesliga an.
Zur Saison 2018/19 rückte Kaya in den Profikader von Stefan Leitl auf. Nachdem er weder unter Leitl noch unter dessen Nachfolger Alexander Nouri in der 2. Bundesliga zum Einsatz gekommen war, debütierte er am 1. Dezember 2018 bei einer 1:2-Niederlage gegen den Hamburger SV unter dem Interimstrainer Roberto Pätzold in der 2. Bundesliga und erzielte seinen ersten Zweitligatreffer. Zu diesem Zeitpunkt hatte er in 16 Regionalliga-Einsätzen 10 Treffer erzielt. Unter dem neuen Trainer Jens Keller folgten einige Spieltagsnominierungen und ein Kurzeinsatz in dessen letzten Spiel als FCI-Trainer. Unter Tomas Oral folgten 3 weitere Einwechslungen. Neben 5 Zweitligaeinsätzen (ein Tor) standen für Kaya in dieser Spielzeit 18 Regionalligaeinsätze (10 Tore) zu Buche. Zudem wurde er in beiden Relegationsspielen eingewechselt, in denen der FC Ingolstadt gegen den SV Wehen Wiesbaden in die 3. Liga abstieg.
Insgesamt bestritt Kaya 85 Ligaspiele in 2. Bundesliga und 3. Liga sowie 5 Pokalspiele und 6 Relegationsspiele für Ingolstadt. Nachdem sein Vertrag zum Ende der Saison 2021/22 ausgelaufen war, wechselte er zur neuen Saison ablösefrei zum belgischen Erstdivisionär VV St. Truiden und unterschrieb dort Ende Mai 2022 einen Vertrag. In seiner ersten Saison bestritt er 15 von 34 möglichen Ligaspielen sowie ein Pokalspiel, bei dem er ein Tor schoss. In der nächsten Saison waren es 39 von 40 möglichen Ligaspielen mit zwei geschossenen Toren und zwei Pokalspielen.
Zur Saison 2024/25 wechselte Kaya ablösefrei zum Drittligisten SV Wehen Wiesbaden. Er erzielte in 35 Spielen 20 Tore und wurde Torschützenkönig. 

### Nationalmannschaft
Kaya spielte im April 2018 einmal für die deutsche U19-Nationalmannschaft.

## Titel
- Torschützenkönig der 3. Liga: 2025